# Ssaki wyższe
Ssaki wyższe (Eutheria) – grupa ssaków żyworodnych obejmująca łożyskowce i formy spokrewnione z nimi bliżej niż z torbaczami lub stekowcami. Jest kladem siostrzanym dla ssaków niższych. Dawniej nazwę Eutheria używano zamiennie z Placentalia, jednak obecnie większość autorów stosuje je dla różnych taksonów.
Pierwotnie ssaki wyższe miały 7–8 zębów zakłowych: trzy trzonowce i cztery–pięć przedtrzonowców (w takim przypadku u łożyskowców doszłoby do zaniku trzeciego przedtrzonowca, podobnie jak u niektórych wcześniejszych ssaków wyższych). Dokładny czas powstania Eutheria jest nieznany: niektóre analizy molekularne sugerują, że klad ten wyewoluował w jurze, około 176 mln lat temu, podczas gdy inne czas jego powstania szacują na około 127 mln lat. Za najstarszego znanego przedstawiciela ssaków wyższych uważano Eomaia scansoria sprzed około 125 mln lat, dopóki w 2011 roku nie opisano gatunku Juramaia sinensis, który żył około 160 mln lat temu. Obszerna analiza filogenetyczna przeprowadzona przez O’Leary i in. (2013) sugeruje jednak, że Eomaia nie jest ssakiem wyższym, lecz taksonem siostrzanym dla kladu ssaków żyworodnych; Juramaia nie została uwzględniona w analizie, podobnie jak Acristatherium, żyjące niemal w tym samym czasie co Eomaia, oraz nieco od nich młodszy Sasayamamylos. Najstarszym ssakiem wyższym uwzględnionym w badaniu jest Maelestes sprzed około 91 mln lat.